# Журавлиний крик
Журавлиний крик – історичний роман українського письменника Романа Іваничука, написаний у 1968 році. Але через радянську цензуру роман був опублікований лише через двадцять років. .

## Історія створення
«Журавлиний крик» був другим романом автора та спочатку мав назву «Меч і мисль». Створенню твору Р. Іваничук присвятив п’ять років,  пізнавши, за власними словами «усю Україну, а ще й Соловки, до яких наша знедолена батьківщина мала завжди пряме відношення…». 

## Тема
Спротив російській агресивній політиці українців та поляків, боротьба прогресивних мислителів проти царської цензури, за свободу думки та слова.

## Ідея
Основна ідея твору – осмислення історії українського народу, боротьба за національне відродження.

## Проблематика твору
- Боротьба українського народу проти російської експансії;

- Конфлікт прогресивної особи (О. Радищев, П. Любимський) та репресивного імперського уряду.

## Основні герої
Петро Калнишевський - останній отаман Запорозької Січи;
Катерина ІІ - російська імператриця;
Потьомкін Григорій Олександрович - російський державний діяч;
Кирило Розумовський - останній гетьман Війська Запорозького, граф Російської імперії;
Радищев Олександр Миколайович - російський письменник, поборник демократичних ідей;
Котляревський Іван Петрович - український письменник, класик української літератури;
Павло Любимський - студент, філософ, професор Страсбурзького університету, емісар французького конвенту.

## Сюжет
Твір містить декілька сюжетних ліній, в яких, протягом 1762-1803 років, відбуваються події.
В романі присутні як вигадані автором персонажі, так і реальні історичні особи. 
Розповідь починається від страти у Москві Омеляна Пугачова.  В цей час  перетинаються шляхи одного з головних героїв роману, останнього отамана Запорізької Січи Петра Калнишевського та Павла Любимського, колишнього студента, який повернувся після навчання у Страсбурзі, але через своє вільнодумство не  знайшов себе в імперських університетах.
П. Калнишевський мав плани розбудови України, проте не зміг втілити їх у життя та зрештою, зраджений російським імператорським урядом, стає в’язнем Соловецького монастиря. Він згадує час свого отаманства та розуміє свої помилки. Замість боротьби з царизмом разом із іншими невдоволеними, він намагався дипломатичним шляхом довести та підтвердити козацькі вольності. Саме через це Запорізька Січ під його керівництвом не підтримує повстання гайдамаків Гонти та Залізняка в Україні, ані повстання яїцьких козаків О. Пугачова. 
Російська імперія розправляється із ними, а потім настає черга Гетьманщини. Гетьман, К. Розумовський, отримує від Катерини ІІ високий чин та статки, а в Гетьманщині починає керувати російській генерал-губернатор. Наступна – Запорізька Січ. Її підступно руйнують російські війська.
Павло Любимський по поверненню з Європи повертається в Україну, зустрічається із мандрівним філософом Г. Сковородою, знайомиться з його думками щодо розвитку особистості та суспільства; продовжує шукати власний шлях. На запрошення представників козацької старшини, у складі делегації представляє Україну в Малоросійській колегії, захищаючи козацькі вольності, але звинувачується імперським урядом у державній зраді та потрапляє до Соловецького монастиря. На якийсь час його доля знов перетинається з П. Калнишевським, іншим Соловецьким в’язнем. Проте П. Любимському вдається втекти та дістатися Франції, де він стає професором Страсбурзького університету. Після французької революції  Любимський, за дорученням Конвенту, під вигаданим ім’ям повертається до України задля організації повстання проти тиранічної влади Катерини ІІ. Але зрозумівши передчасність здійснення цього задуму, він переїжджає до Львова. За порадою професора Львівського університету 
Петра Лодія, Любимський видає книгу з описом власного життя, таким чином зберігаючи правдиву історію епохи на противагу салонним історикам російської імператриці.
Окремо в романі представлені особи Олександра Радищева, котрого за вільнодумний твір заслано до Сибіру, та Івана Котляревського, який пише «Енеїду» - першу поему  українською і сприймається прогресивним оточенням як надія українського духовного відродження.   

## Відгуки, критика
На думку кандидата філологічних наук Ласкави Ю.В.: «…роман Р. Іваничука «Журавлиний крик, заборонений владою у 1968 р. і надрукований у 1988р.,… несе дуже важливу… місію: показати, що дух незнищенний, зброя не може перемогти думку».